# Giovan Battista Queirolo
Giovan Battista Queirolo (Cicagna, 20 ottobre 1856 – Pisa, 29 novembre 1930) è stato un politico e medico italiano.

## Biografia
Giovan Battista Queirolo compì gli studi secondari nel Liceo ginnasio di Chiavari.
Iscrittosi alla facoltà di Medicina dell'Università di Genova, si laureò brillantemente nel 1882.
Dopo la laurea, fu nominato prima assistente della Clinica medica e poi dell'Istituto di Patologia generale di Genova, diretto da Gaetano Salvioli.
Nel 1893 ottenne un posto alla cattedra di Clinica medica dell'Università di Pisa.
Appena insediatosi a Pisa Queirolo pronunciò le seguenti parole: "Pisa sa che questo suo nuovo figliolo viene a lei col cuore pieno d'amore".
La città di Pisa lo ricambiò nominandolo prima consigliere comunale e poi sindaco.
Nel 1905 fu nominato deputato al Parlamento, come costituzionale progressista.

Giovan Battista Queirolo

Nel 1913 ottenne per la terza volta la rielezione.
Il 10 dicembre 1919 fu nominato senatore del Regno.
La sua ideologia di medico fu espressa dalle seguenti parole: "... la clinica deve essere ad un tempo scuola di scienza e di carità...".
Morì dopo lunga agonia il 29 novembre 1930. Per il suo prestigio venne sepolto a Pisa nella Chiesa di San Francesco, in una cappella appositamente eretta per volere dell'Amministrazione degli Spedali Riuniti di Santa Chiara.

## Pubblicazioni principali
- La cura dietetica nella febbre tifoide
- Un triennio di clinica, 1894-95-96-97
- Lezioni di clinica medica e lavori sperimentali, anni 1901-1904
- In memoria del senatore Alessandro D'Ancona
- Sull'uso della Cirina in terapia 1883 Genova
- Il fegato svelena il sangue proveniente dall'intestino?
- Correzione del prog.G.B. Queirolo alle asserzioni del Prog.A. Murri 1894 Napoli, Tipografia della Riforma Medica Estratto dalla Riforma Medica, n.61, marzo, 1894
- Sulle alterazioni circolatorie che si verificano nell'ascite 1884 Genova
- Il tumore di milza nella sifilide recente 1885 Genova
- Per l'inaugurazione dell'Istituto di Clinica Medica della R. Università di Pisa 1895 Casa editrice dottor Francesco Vallardi 24 novembre 1895
- Sulla patogenesi del tumore acuto di milza nella polmonite crupale - Studio del dott. G.B. Queirolo 1886 Genova, Tipografia del R. Istituto Sordo-Muti
- Sulla patologia del tumore acuto di milza nella polmonite crupale 1886 Genova
- Il polso delle narici e le sue modificazioni negli aneurismi intratoracici 1888 Genova *Comunicazione fatta alla R. Accademia di Genova
- Sulle alterazioni circolatorie che si verificano nall'ascite 1888 Genova
- Il sudore nelle malattie infettive acute 1888 Genova Clinica medica propedeutica di Genova
- Un caso fortunato di terapia ipnotica 1889 Genova
- La tossicità del sudore nelle malattie infettive acute 1889 Estratto dalla “Rivista clinica *Archivio Italiano di clinica medica 1889-anno XXVIII. Genova
- La tossicità del sudore nelle malattie infettive acute 1889 Rivista Clinica Archivio Italiano anno XXVIII, estratto
- Un caso dinemiplegia destra consecutiva a morbillo 1889 Estratto dalla Gazzetta degli Ospitali
- Idropneumotorace Lezione del Prof. G.B. Queirolo 1889 Firenze, Tipografia Luigi Niccolai *Estratto dalla “Clinica moderna”, Anno V, nº 14
- Un caso di empilegia destra consecutiva al morbillo 1889 Estratto dalla Gazzetta degli Ospitali
- Diaforesi delle malattie infettive febbrili 1890 Rivista clinica Archivio Italiano, Anno XXIX, estratto
- Il sudore nelle malattie infettive 1890 Estratto dall'opera “Le scuole italiane di Clinica Medica”
- Diaforesi nelle malattie infettive febbrili 1890 Rivista Clinica Archivio Italiano anno XXVIII, estratto
- Discorso pronunziato il giorno 8 maggio 1892 dal Prof. G. B. Queirolo membro della commissione amministratrice degli spedali civili di Genova per l'inaugurazione del monumento eretto nello spedale di Pammatone al benemerito Dott. Cav. F.M. Balestreri 1892 Genova, Stabilimento tipo-litografico Pietro Pellas fu L.
- Sul meccanismo della espirazione 1893 Estratto dalla Gazzetta degli Ospitali
- Lezioni e lavori sperimentali 1894 Ist. clinica medica R. Università di Pisa 1894-1900
- Per l'inaugurazione dell'istituto di clinica medica della R. Università di Pisa 1895
- L'esperimento nella terapia PEL 1896 Estratto dalla “Riforma Medica”,33,34,35, febbraio 1896
- Sul meccanismo della espirazione 1898 Estratto dalla Gazzetta degli ospedali
- Commemorazione di S.M. Umberto I - Discorso del Consigliere Prof.G.B. Queirolo - Consiglio Comunale di Pisa - Seduta del giorno 14 agosto 1900, 1900, Pisa, Tipografia Valonti
- L'area gastrica un nuovo metodo per determinarla 1900 Firenze, Tipografia Luigi Niccolai Estratto dalla Clinica Moderna, Anno VI, n.4
- Lezioni cliniche sulle malattie del cervello 1901 Firenze, Tipografia Luigi Niccolai
- Lezioni cliniche e lavori sperimentali 1894-1900 1901 Istituto di clinica Medica della R. Università di Pisa
- Lezioni cliniche sulle malattie del cervello 1901 Istituto di clinica Medica della R. Università di Pisa
- La peritonite da propagazione nella febbre tifoide 1902 Roma, Tipografia della Camera dei Deputati Estratto dai lavori del XI congresso medico della Società Italiana di Medicina Interna
- Le acque della salute di Livorno 1904 Livorno, Tipografia della Gazzetta Livornese
- Il Sanatorio marino Umberto I - presso Livorno 1904 Tipografia successori Fratelli Nistri
- Febbre mediterranea o di Malta 1905
- Le indicazioni della cura chirurgica nelle malattie dello stomaco 1906 Roma, Cromo-tipografia Ripamonti e Colombo Istituto di clinica Medica R. Università di Pisa - Comunicazione fatta al Congresso di Medicina interna
- Sulla etiologia delle malattie di cuore 1908 Napoli, Stabilimento Giuseppe Civelli Conferenza tenuta agli istituti Clinici di perfezionamento di Milano - Estratto da “Il Tommasi" Giornale di Biologia e Medicina - Anno III nº 26-1908
- Sull'insegnamento religioso nelle Scuole elementari 1908 Pisa, Stab. Tipografico succ. ff. Nistri Discorso pronunziato alla Camera dei Deputati nella seduta del 22 febbraio 1908
- L'area gastrica e alcuni stati morbosi dello stomaco determinati col metodo semeiotico della clinica di Pisa 1911 Estratto dalla gazzetta di medicina e chirurgia, igiene, interessi professionali, Napoli n° 48
- Discorso dell'on.G.B. Queirolo presentato alla Camera dei Deputati nella tornata del 22 maggio 1911, 1911, Roma, Sul bilancio della Marina
- Discorso dell'on.G.B. Queirolo pronunziato alla Camera dei Deputati nella tornata del 30 aprile 1913, 1913, Roma, Carlo Colombo, Tipografia della Camera dei Deputati Sul riordinamento dei Corpi militari della Regia Marina
- L'opera scientifica del Prof. Pietro Grocco 1916 Discorso di commemorazione Ordine dei medici Livorno
- Lezione Cliniche e Lavori Sperimentali 1916 Discorso di commemorazione Ordine dei medici Livorno
- Lezioni di Clinica Medica e lavori sperimentali 1900-1914 1916 Pisa
- Lezioni clinica medica e lavori sperimentali V vol. 1916 Pisa Istituto di clinica Medica della R. Università di Pisa
- Discorso dell'Onorevole G.B. Queirolo pronunciato alla Camera dei Deputati il 1º marzo 1916 1916 Roma, Tipografia della Camera dei Deputati
- L'encefalite letargica 1920 Napoli, Tipografia di Enrico M. Muca Estratto dalla “Riforma Medica", anno XXXVI, n° 15
- Le proprietà e le indicazioni cliniche delle acque di Montecatini 1926 Lezione clinica
- Discorso del Senatore G.B. Queirolo pronunciato nella tornata del 19 maggio 1925 - Per la lotta contro l'Alcolismo 1926 Roma, Tipografia del Senato del Dott. G. Bardi
- I medicinali stranieri e i medici italiani 1927 Livorno, Arte grafiche Belforte
- Discorso del Senatore G.B. Queirolo pronunciato nella tornata del 2 giugno 1927 - Per la riforma della facoltà di medicina e chirurgia 1927 Roma, Tipografia del Senato del Dott. G. Bardi
- Ueber den Schweis bei infectionskrankheiten s.d.
- La Peste - Parotite Epidemica - Febbre Gialla s.d. Genova
- La diaforesi nelle malattie infettive febbrili Estratto Archivio italiano di Clinica Medica, anno XXIX
- Per l'inaugurazione dello Istituto di Clinica Medica della R. Università di Pisa
- Discorso del Cav. Avv. Giuseppe Gambini sindaco di Pisa
- Discorso del Prof.G.B. Queirolo direttore della clinica medica, 24 novembre 1895